# Mickael Carreira

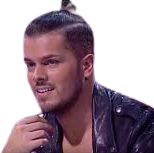
Mickael Carreira in der Jury der Talentshow The Voice Portugal (2020)

Mickael Carreira (eigentlich Mickael Araújo Antunes, * 3. April 1986 in Dourdan, Frankreich) ist ein portugiesischer Popsänger, insbesondere des Latin Pop.

## Leben und Wirken
Als Sohn des Unterhaltungssängers Tony Carreira in Frankreich geboren, trat er bei dessen Konzert im Olympia (Paris) 2001 im Alter von 15 Jahren erstmals als Sänger auf, als er mit seinem Vater das Lied Filho e pai (dt.: Vater und Sohn) sang. In den folgenden Jahren war er häufiger Gastsänger vor großem Publikum bei den Konzerten seines Vaters, etwa 2002 im Coliseu dos Recreios, oder 2006 im Pavilhão Atlântico in Lissabon vor 20.000 Zuschauern.
2006 veröffentlichte Mickael Carreira sein erstes Album, mit dem Titel Mickael, das schnell vordere Plätze der portugiesischen Charts erreichte, und Dreifach-Platin-Status erlangte. 2007 gewann er einen Globo de Ouro bei der Preisverleihung der Globos de Ouro 2007. Auch mit seinen folgenden Alben erreichte er vordere Chartplatzierungen, insbesondere mit seinem im Coliseu dos Recreios in Lissabon aufgenommenen Livealbum, das Nummer 1 wurde und auch als DVD veröffentlicht wurde.
Sein Bruder David Carreira (* 1991) ist ebenfalls Popsänger geworden, neben seiner Tätigkeit als Schauspieler.

## Diskografie
- 2006: Mickael
- 2007: Entre Nós
- 2009: Tudo o que Sonhei
- 2010: Mickael ao Vivo no Coliseu de Lisboa (live) CD und DVD
- 2012: Viver A Vida
- 2014: Sem Olhar para Trás
- 2016: Instinto